# Duma Ndlovu
Duma Ndlovu (Soweto, 12 ottobre 1954) è un poeta, regista, produttore televisivo e drammaturgo sudafricano. È un nome importante dell'industria televisiva sudafricana, avendo prodotto programmi premiati come Muvhango, Imbewu: The Seed e Uzalo. Tra il 1996 e il 2004 è stato presidente dei South African Music Awards.

## Primi anni di vita
Duma Ndlovu è di discendenza Zulu ed è nato a Soweto; i suoi antenati sono tuttavia originari di Bergville. Ha frequentato la Sekano Ntoane High School di Senaoane.
Dopo aver terminato il liceo iniziò a scrivere per il quotidiano The World. Quindi fondò la Medupe Writers Association, un gruppo che incoraggiava i giovani neri a interessarsi all'attività di scrittura. Ricoprì il ruolo di presidente dell'organizzazione fino al 1977, quando il Governo dell'apartheid mise il gruppo al bando a causa della sua partecipazione ai movimenti anti-apartheid.
In seguito alla messa al bando, Ndlovu lasciò il Sudafrica per gli Stati Uniti per evitare eventuali ritorsioni da parte del Governo. Negli Stati Uniti poté studiare e completare il master presso l'Hunter College di New York.
Nel 1985, Ndlovu fondò la Woza Afrika Foundation per dare ai giovani aspiranti attori e attrici neri l'opportunità di realizzare i propri sogni, e al fine di raccogliere fondi per sostenere lo sviluppo delle arti in Sud Africa. Ha anche insegnato letteratura e musica afroamericana alla State University di New York a Stony Brook.

## Carriera
Nel 1992 Duma Ndlovu tornò in Sud Africa e per fondare la Word Of Mouth Productions e promuovere produzioni musicali, teatrali e televisive. La compagnia ebbe successo e pochi anni dopo fu scelta come compagnia di casting ufficiale in Sud Africa per il musical Broadway Disney Il Re Leone.

## Bergville Stories
Nel 1994 scrisse Bergville Stories, che fu accolto positivamente ed ebbe successo a Durban al Playhouse, al Market Theatre e al Grahamstown National Arts Festival.
I suoi altri lavori di sceneggiatura e regia teatrale includono:
- Bergville Stories
- The Game[22]
- The ritual
- The journey
- MEMEZA
- Sheila's day[23][24]

## Muvhango
Ndlovu creò Murendeni ', il primo dramma televisivo in Tshivenda ambientato a Thathe, nella provincia del Limpopo. All'inizio lo spettacolo era principalmente in Tshivenda, ma in seguito altre lingue vennero incluse nello spettacolo al fine di colmare il divario culturale tra le varie tribù in Sud Africa. L'episodio principale dello spettacolo andò in onda il 7 aprile 1997 su Sabc 2 e venne ben accolto dagli spettatori. Vinse anche numerosi premi. Ndlovu conseguì un dottorato onorario dall'Università di Venda per il suo lavoro in Muvhango, che risultò lo spettacolo più visto su Sabc 2, e il 16 maggio 2019 lo spettacolo raggiunse i sei milioni di spettatori.
Quando a Duma Ndlovu venne chiesto: "Dato che la tua prima lingua è lo Zulu, perché non è un dramma Zulu?" rispose:
(Duma Ndlovu)

## Imbewu: The Seed

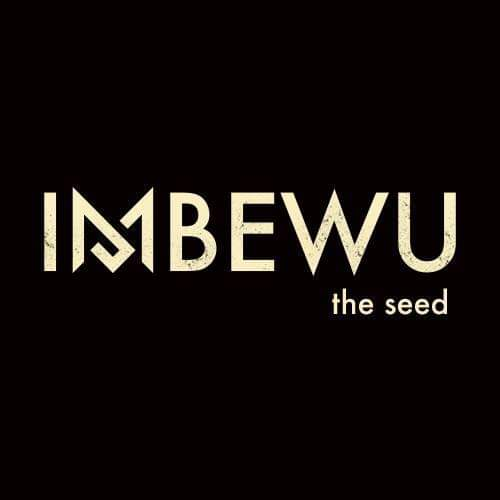
Imbewu: il logo Seed

Duma Ndlovu ha prodotto Imbewu: The Seed con Leleti Khumalo e Anant Singh come produttori esecutivi. Lo spettacolo venne trasmesso su etv riscuotendo recensioni positive da buona parte dei 2,7 milioni di spettatori registrati al suo debutto e a dicembre 2018 aveva raggiunto i 4 milioni di spettatori.

## Uzalo
Duma Ndlovu ideò anche Uzalo, una telenovela girata e ambientata nella sezione F di KwaMashu nel KwaZulu-Natal. Il 9 febbraio 2015 il primo episodio dello show andò in onda su Sabc 1 e fu un successo immediato, arrivando a 5,5 milioni di spettatori in meno di un mese nonostante trasmettesse solo quattro sere a settimana. Uzalo passò temporaneamente a SABC 2 a causa di cambiamenti di orario su SABC 1; superò Muvhango come programma più visto del canale, ma quest'ultimo riguadagnò la prima posizione dopo che Uzalo fu nuovamente dirottato su Sabc 1.
La popolarità dello spettacolo continuò a crescere immensamente poiché fu portato da quattro puntate a settimana a cinque,  e si ritrovò in competizione con Generations: The Legacy per la posizione di show televisivo più visto in Sud Africa fino al giugno 2015, quando Uzalo detronizzò ufficialmente Generations.
Alla fine di settembre 2018, Uzalo aveva battuto tutti i record nella storia della visione televisiva in Sud Africa. Il primo ottobre 2018 lo spettacolo raggiunse i 10,2 milioni di spettatori, consolidandosi di gran lunga al primo posto come programma televisivo più visto.

## Riconoscimenti
- Duma Ndlovu ha ricevuto un dottorato onorario dall'Università di Venda .[46]
- Duma Ndlovu e Mbongeni Ngema sono stati premiati dal membro del Congresso degli Stati Uniti Charles Rangel per il loro contributo alle arti.[47][48][49]